# روجر توماس فولي
روجر توماس فولي (بالإنجليزية: Roger Thomas Foley)‏ هو قاضي ومحامي أمريكي، ولد في 25 مايو 1886، وتوفي في 9 أكتوبر 1974.